# Mellera
Mellera là chi thực vật có hoa trong họ Acanthaceae.